# Домохозяйство
Домохозя́йство — обособленная ячейка общества, в рамках которой происходит производство общественного продукта, его потребление, а также воспроизводство рабочей силы, то есть самого человека. Может состоять из одного или более человека, а также может состоять из одной семьи или другой группы людей. Домохозяйство является основной единицей анализа во многих социальных, микроэкономических и государственных моделях и имеет важное значение для экономики и наследования. В литературе встречаются и другие названия — дворохозяйство, крестьянский двор, домашняя группа, хозяйственная группа. Принятие решений внутри домохозяйства является предметом изучения экономики семьи.

## Определение
Согласно К. Р. Макконнеллу и С. Л. Брю домохозяйство — экономическая единица, состоящая из одного или более лиц, которая снабжает экономику ресурсами и использует полученные за них деньги для приобретения товаров и услуг, удовлетворяющих материальные потребности. Несмотря на всё разнообразие операций, в экономическом плане домохозяйства свой чистый доход направляют либо на потребление, либо на сбережение.
Определение домохозяйства зависит от конкретных социально-экономических условий и различается по странам. Согласно рекомендациям комиссии ООН (1981 года), понятие «домохозяйство» основано на бытовом укладе, в рамках которого отдельные лица или группы лиц обеспечивают себя пищей и всем необходимым для жизни.
Сегодня большинство стран придерживается определения ООН, но в некоторых странах приняты и другие определения, причём в одних странах на первый план выдвигается совместное питание, в других — совместное проживание. Например, в некоторых странах (США, Швеция, Швейцария) домохозяйством считается лицо или группа лиц, занимающих отдельное жилое помещение.
Согласно БРЭ, выделение домохозяйства в качестве самостоятельного субъекта хозяйствования устанавливается по следующим критериям: совместное проживание, наличие общего бюджета, совместное принятие экономических решений.
Домохозяйство может составлять как один человек, так и группа, которая чаще всего объединяется отношениями родства или брака.
До Октябрьской революции в России при переписях населения учитывались домохозяйства, после революции было принято понятие «семья» как первичная ячейка общества, которая являлась единицей учёта в государственной статистике. С 1994 года государственная статистика России вновь вернулась к понятию «домохозяйство», представляющего собой единицу учёта.
В составе домохозяйства могут быть учтены лица, не имеющие родственных связей с его членами, но проживающие в данном помещении и ведущие одно хозяйство (пожилые или другие лица, находящиеся на попечении хозяйства).
Лица, снимающие жилое помещение у отдельных граждан, в состав домохозяйства владельца жилого помещения не входят и считаются отдельными домохозяйствами.
Лица, нанятые для работы по дому (работающие дома по найму) и проживающие в помещении своего работодателя, в составе домохозяйства своего работодателя не учитываются (независимо от того, что они за свой труд получают питание и проживание), а рассматриваются как отдельные домохозяйства.

## Состав домохозяйства
| Регион                                                | Англия     | Англия    | Англия, Илинг Миддлсекс | Англия, Илинг Миддлсекс | Франция, Лонгнесс | Франция, Лонгнесс | Сербия, Белград | Сербия, Белград | Япония, Нишиномийа | Япония, Нишиномийа | Колониальная Америка, Бристоль Род Айленд | Колониальная Америка, Бристоль Род Айленд |
| Годы                                                  | 1574—1821  | 1574—1821 | 1593                    | 1593                    | 1778              | 1778              | 1733—1734       | 1733—1734       | 1713               | 1713               | 1689                                      | 1689                                      |
| Индивиды/их количество (в среднем)                    | Количество | %         | Количество              | %                       | Количество        | %                 | Количество      | %               | Количество         | %                  | Количество                                | %                                         |
| ----------------------------------------------------- | ---------- | --------- | ----------------------- | ----------------------- | ----------------- | ----------------- | --------------- | --------------- | ------------------ | ------------------ | ----------------------------------------- | ----------------------------------------- |
| Главы семьи или супруги глав домохозяйств             | 1,63       | 34        | 1,71                    | 36                      | 1,72              | 34                | 1,83            | 37              | 1,63               | 33                 | 1,94                                      | 33                                        |
| Детей в домохозяйстве (не считая детей родственников) | 2,03       | 43        | 1,64                    | 34                      | 2,36              | 47                | 1,57            | 32              | 1,96               | 40                 | 3,07                                      | 52                                        |
| Родственников                                         | 0,16       | 3         | 0,13                    | 3                       | 0,33              | 6                 | 0,61            | 12              | 1,16               | 23                 | 0,06                                      | 2                                         |
| Слуг                                                  | 0,63       | 13        | 1,27                    | 27                      | 0,61              | 13                | 0,51            | 10              | 0,20               | 4                  | 0,78                                      | 13                                        |
| Посторонних сожителей                                 | 0,07       | 2         | 0                       | 0                       | 0                 | 0                 | 0,01            | 0               | 0                  | 0                  | 0                                         | 0                                         |
| Лиц, связь которых с домохозяйством не определена     | 0,23       | 5         | 0                       | 0                       | 0                 | 0                 | 0,37            | 8               | 0                  | 0                  | 0                                         | 0                                         |
| Всего                                                 | 4,75       | 100       | 4,75                    | 100                     | 5,05              | 100               | 4,90            | 99              | 4,93               | 100                | 5,85                                      | 100                                       |

## Домохозяйство и семья
Очень важно не путать термины «домохозяйство» и «семья», хотя наиболее характерные признаки домохозяйства и семьи, чаще всего, совпадают, более того, семья является ядром домохозяйства.
Ключевые отличия:
- один человек может быть домохозяйством, но не может быть семьёй.
- домохозяйство может состоять из людей, не связанных родственными отношениями.

Следует также видеть различие между деятельностью домохозяйства, как более широким понятием, и домоводством (ведением домашнего хозяйства) — домашней экономикой. Ведение домашнего хозяйства включает в себя хозяйственную деятельность внутри дома силами членов домохозяйства:
- поддержание в нормальном состоянии жилища и придомовой территории;
- приготовление пищи;
- уход за детьми и нетрудоспособными членами семьи;
- тому подобное.

Деятельность же домохозяйства включает в себя как ведение домашнего хозяйства, так и внешнее взаимодействие членов домохозяйства с другими субъектами в интересах домохозяйства.

## Классификация
Домохозяйство может быть коллективным: к общественному домохозяйству относят лиц, проживающих в учреждениях постоянно или в течение длительного времени. Примеры таких домохозяйств: общежитие, школа-интернат, интернаты для престарелых и другие институциональные заведения, монастыри и проч. Сюда же могут быть отнесены военнослужащие, проживающие в гарнизонах; долгосрочные пациенты в больницах; заключённые, отбывающие длительные сроки заключения и тому подобное.

Современные исследователи считают, что все домохозяйства можно разделить на семейные, внесемейные и общественные. 
Внесемейные и общественные домохозяйства не связаны между собой брачно-родственными отношениями, однако это не означает, что в будущем или в прошлом они не существовали или будут существовать как семейные хозяйства, так как воспроизводство человека невозможно без семьи. Кроме того, предполагается, что общественные домохозяйства не имеют индивидуальных бюджетов и общих потребительских расходов, подчинённых общим правилам.
Для статистических целей в России введён также термин «домохозяйство бездомных». Учёт их производится, начиная с Всероссийской переписи населения 2010 года.